# John Hoskins
John Madison Hoskins (22 octobre 1898 - 30 mars 1964) est un aviateur et vice-amiral de la marine des États-Unis. Quatre ans après être sorti diplômé de l'United States Naval Academy, Hoskins entre à l'école de vol. Il sert alors dans l'aéronautique navale et devient commandant de porte-avions dans l'océan Pacifique pendant la Seconde Guerre mondiale. Malgré la perte de son pied droit à la suite d'une explosion à bord de l'USS Princeton (CVL-23) en 1944, Hoskins refuse la retraite et continue à servir comme commandant du nouvel USS Princeton (CV-37). Après la guerre, Hoskins est l’un des principaux promoteurs des avions à réaction sur porte-avions et il est affecté au commandement de la formation des premiers pilotes de l’aéronavale sur avions à réaction. Il participe lui-même à un vol de démonstration qui convainc le département de la Marine des États-Unis d’intégrer pleinement les avions à réaction dans l’aéronavale.
Dans les premiers jours de la guerre de Corée, Hoskins est affecté dans le premier groupe aéronaval arrivé sur place après le déclenchement des hostilités. Le groupe aéronaval placé sous son commandement à bord de l’USS Valley Forge (CV-45) est le premier à apporter un soutien aux unités de l'armée sud-coréenne en pleine retraite. Pendant son commandement, le Valley Forge et sa flotte effectuent deux déploiements en zone de guerre afin de repousser l’avancée ennemie. Le groupe aéronaval est ainsi l’un des principaux contributeurs au succès du débarquement d'Inchon.
En 1955, avant sa retraite, Hoskins fait l'objet d'un film biographique réalisé par John H. Auer et intitulé The Eternal Sea avec Sterling Hayden et Alexis Smith dépeignant Hoskins et son épouse Sue.

## Jeunesse et formations
Hoskins est né le 22 octobre 1898 à Pineville, siège du comté de Bell (Kentucky). Fils de Thomas Jefferson et Lucy Renfro Hopkins, c’est le plus jeune d’une fratrie de six enfants. Il ne complète qu’une seule année de lycée avant de tenter une carrière militaire et doit repasser trois fois l’examen écrit et quatre fois l’examen physique avant d’obtenir son entrée à l'académie navale d'Annapolis, dans le Maryland,,.
La première année d'Hoskins à l'académie navale est difficile ; il ne se classe que 299e sur 300 élèves à la fin de l'année. Il est également à la traine de ses camarades physiquement, et il bénéficie de conditions spécifiques pour passer ses tests de natation. Hoskins améliore ses résultats en se classant à la 201e position à la fin de son année senior, mais il accumule également 123 avertissements. Ses camarades de classe se souviennent du cadet Hoskins comme étant le « plus bruyant et désagréable ronfleur », mais ils le saluent également dans l'annuaire de l'Académie comme un « tombeur »,.

## Carrière navale

### Début de carrière
Hoskins est diplômé de l'académie navale d'Annapolis le 2 juin 1921, nommé enseigne. et affecté à bord du cuirassé USS Nevada, un navire de guerre de la Première Guerre mondiale. Au cours des quatre années suivantes, Hoskins sert en mer et à terre, après quoi il demande une formation de vol et devient aviateur naval. Après avoir assisté à un match de football de la Marine avec un certain nombre de ses nièces et neveux, ses collègues de la Marine ont commencé à l'appeler « Oncle John » ; un sobriquet qu'il conserve plusieurs années. Hoskins sert à bord de l'USS Memphis (CL-13) en juin 1927 durant la traversée de Cherbourg à Washington, DC transportant Charles Lindbergh et son avion Spirit of St. Louis après sa traversée réussie de l'océan Atlantique.
Hoskins participe à l'expédition pour retrouver l'aviatrice disparue Amelia Earhart après qu'elle a échoué à atteindre l'île Howland comme prévu le 2 juillet 1937 lors de sa deuxième tentative pour être la première femme à réaliser un tour du monde en avion. Dans le cadre du groupe aérien de l'USS Lexington (CV-2), Hoskins commande un escadron de neuf avions SU-4 lors de recherches infructueuses.

### Seconde Guerre mondiale
Au cours de la Seconde Guerre mondiale, Hoskins sert d'abord comme officier aérien et commandant en second de l'USS Ranger (CV-4). En 1943, il est affecté à Washington, DC, puis plus tard comme chef d'état-major du commandant de la Fleet Air, à Quonset Point (en) dans le Rhode Island, où les pilotes américains et britanniques sont formés aux techniques et aux tactiques de vol sur porte-avions. Il reçoit la Legion of Merit pour son service à Quonset Point.

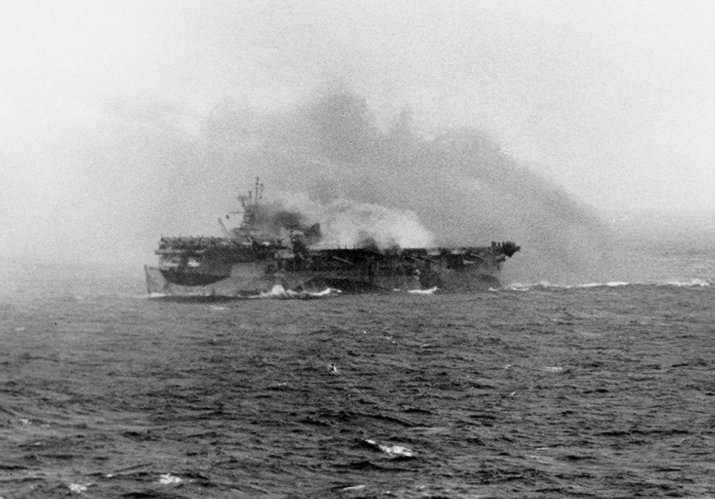
L'USS Princeton (CVL-23) en feu après l'attaque du 24 octobre 1944.

Promu capitaine en 1944, Hoskins reçoit l'ordre de prendre le commandement de l'USS Princeton (CVL-23). Il arrive pour remplacer son ami le capitaine William H. Buracker alors que la bataille du golfe de Leyte commence, et reporte sa prise de commandement en raison des hostilités. Vers 10h00 le 24 octobre, le Princeton est attaqué par un bombardier Yokosuka D4Y Suisei qui frappe directement le pont d'envol et le hangar, allumant des incendies et causant des explosions secondaires. Après avoir combattu les incendies pendant quelques heures, Buracker ordonne l'évacuation du Princeton, laissant derrière lui uniquement un équipage de sauvetage ; Hoskins offre d'y participer. À 15h24, une explosion massive de magasins d'artillerie fait sauter une grande partie de la poupe du porte-avions, tuant un grand nombre de marins et coupant la jambe droite de Hoskins juste au-dessus de la cheville.
Hoskins refuse de quitter la Navy en raison de sa blessure, affirmant que « la Marine ne s'attend pas à ce qu'un homme réfléchisse avec ses pieds mais avec sa tête ». Il récupère à l'hôpital naval de Philadelphie. Son rang lui permet de choisir l'emplacement de son lit d'hôpital qu'il choisit pour sa vue sur le chantier naval où la quille de l'USS Princeton (CV-37) vient d'être posée. Pendant sa rééducation, il reçoit la Purple Heart et la Navy Cross pour ses actions à bord du Princeton CVL-23. Hoskins reçoit une prothèse de pied et commence un programme vigoureux d'exercices, tout en surveillant la construction du nouveau porte-avions de classe Essex. Quand le Princeton est mis en service en novembre de 1945, Hoskins devient son premier commandant,. Un an plus tard, il est promu contre-amiral et prend le commandement de la 17e division de porte-avions. Le groupe aérien 81 du Princeton demande à Walt Disney de concevoir une mascotte connue sous le nom « Peg-Leg Petes ».

### Guerre de Corée
Après deux ans comme chef d'état-major du commandant des forces aéronavales (en) de la flotte du Pacifique, Hoskins reçoit l'ordre de conduire la 3e division de porte-avions, centrée autour d'un autre porte-avions de la classe Essex l'USS Valley Forge (CV-45) et qui est déployée en mer de Chine méridionale. Le Valley Forge est ancré à Victoria Harbour à Hong Kong quand le 25 juin 1950, Hoskins est informé de l'attaque massive de l'armée nord-coréenne à travers le 38e parallèle précipitant la guerre de Corée. Hoskins conduit alors rapidement ses forces à la base navale de Subic Bay aux Philippines pour ravitailler et avant le 3 juillet, il lance les premières attaques aériennes du conflit depuis un porte-avions. Il emploie des Douglas AD Skyraider et des Chance Vought F4U Corsair avec des Grumman F9F Panther pour assurer la couverture de ces bombardiers, afin d'attaquer les aérodromes de Pyongyang, supprimer la puissance aérienne nord-coréenne et soutenir la retraite des Sud-coréens. À la mi-août, les groupes aériens du Valley Forge font en moyenne 80 sorties chaque jour, employant chaque minute de lumière du soleil pour frapper tous les éléments ennemis possibles, de la raffineries de pétrole aux charrettes à cheval.
Le magazine Life envoie des correspondants pour couvrir le conflit et le 14 août 1950, il met « Uncle John Hoskins » en couverture du magazine et revient sur sa carrière. L'article fait ressortir le langage familier d'Hoskins, son excellente relation avec les officiers et les hommes qui le servent et son approche pragmatique et dogmatique de la mission. Hoskins, lui, félicite le travail d'équipe extraordinaire : « Vous n'en direz jamais assez sur la bonne coopération et coordination que nous avons avec l'Armée de l'air ». Il loue également les efforts de sa division de porte-avions, disant : « C'est merveilleux de gérer une équipe quand chaque joueur obtient un coup chaque fois qu'il vient au marbre ».

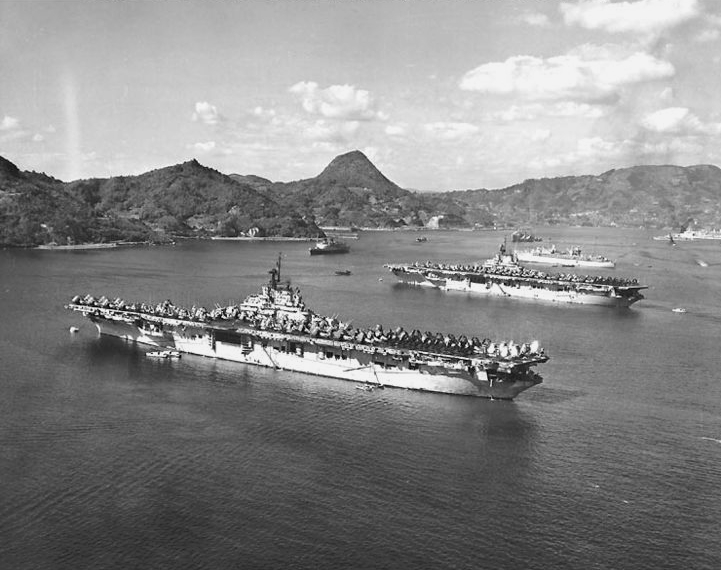
Le et le à Sasebo en octobre 1950.

Après avoir participé à la protection du périmètre de Busan, Hoskins et sa division de porte-avions jouent un rôle significatif dans le succès de l'attaque amphibie de MacArthur sur Inchon un mois plus tard. Le 4 septembre, des chasseurs de la VF-124 (en) du Valley Forge abattent un bombardier A-20 Havoc des Forces aériennes soviétiques après que ce dernier ait ouvert le feu sur eux en volant vers les unités navales américaines en mer Jaune. Pendant le débarquement d'Inchon du 14 au 19 septembre, le Carrier Air Wing Five d'Hoskins effectue des centaines de frappes quotidiennes sur les cibles ennemies. Entre le 3 juillet et le 19 novembre, l'aviation embarquée du Valley Forge effectue 5 000 sorties et délivre 2 000 tonnes de roquettes et de bombes.
Le Valley Forge qui doit subir une révision, se dirige vers sa base de San Diego, lorsque Hoskins est informé de l'offensive lancée la dernière semaine de novembre par l'armée chinoise en soutien à l'effort nord-coréen. Après être arrivé sur la côte ouest des États-Unis le 1er décembre, Hoskins ordonne de réapprovisionnert et de reprendre la direction de la Corée dès que possible. Le Valley Forge passe cinq jours à réapprovisionner et à embarquer un nouveau groupe aérien. Il part pour la Corée le 6 décembre, où il arrive le 22, et commence des opérations aériennes afin de soutenir la retraite de l'ONU le lendemain. Lorsque le Valley Forge termine son deuxième déploiement en mars 1951, ses groupes aériens ont effectué 2 480 sorties et largué 1 500 tonnes de bombes.
Hoskins rend le Valley Forge qui entame une révision en avril 1951. Il est alors affecté au Military Air Transport Service de l'US Air Force, coordonnant la logistique par transport aérien pour toutes les branches de l'armée américaine jusqu'en avril 1954. Pendant son commandement, plus de 120 millions de kilomètres-passagers sont réalisés sans un seul accident,. Hoskins est par la suite décoré de la Navy Distinguished Service Medal pour son commandement au début du conflit coréen et la Silver Star en tant que commandant de sa division pendant l'opération Inchon-Séoul.

### Fin de carrière
Hoskins retourne à Quonset Point (en) en avril 1954 en tant que commandant de la Fleet Air jusqu'à sa retraite en 1957. Pendant son commandement à Quonset, Hoskins préside la commission d'enquête sur le désastre du 26 mai 1954 sur l'USS Bennington (CV-20),. Lors de son départ à la retraite, Hoskins est promu au rang de vice-amiral. Il sert ensuite pendant cinq ans au titre de directeur del'Office of Declassification Policy au sein du département de la Défense des États-Unis, qui gère l'activité de déclassification des documents pour une diffusion publique.
En 1955, Republic Pictures sort The Eternal Sea, un biopic tiré de la vie d'Hoskins et écrit par Allen Rivkin (en) d'après une histoire de William Wister Haines (en). Sterling Hayden joue le rôle d'Hoskins, Alexis Smith son épouse Sue, Dean Jagger son ami Thomas Semple. Le New York Times a noté la direction de John H. Auer et loue particulièrement les scènes de porte-avions.
Hoskins meurt d'une crise cardiaque à son domicile à Falls Church en Virginie, le 30 mars 1964. Ses funérailles se déroulent à la chapelle de Fort Myer (en) et il est enterré avec des honneurs militaires au cimetière national d'Arlington. Hoskins et son épouse Sue (née Waters) ont eu deux fils et une fille.